# 金同稷
金同稷（1931年9月20日—2021年9月11日），男，回族，上海人，中华人民共和国教育家、水利专家。

## 生平
1949年考入大连大学工学院。1952年加入中国共产党，1953年毕业于大连工学院土木系。历任大连工学院讲师、副教授、教授、水利系副主任。1984年2月至1985年9月任大连工学院副院长、1985年9月至1988年1月任大连工学院院长、1988年1月至1991年12月任大连理工大学校长、1990年11月至1995年11月任党委书记。
1996年4月退休。退休后曾担任关心下一代工作委员会顾问。晚年曾患肺癌。2021年9月11日逝世，享耆壽90岁。

## 学术贡献
金同稷曾主持“营口闸水利交通枢纽工程”扩大初步设计，参与黑龙江省鸡东县“八楞山水库工程”设计工作。1973年主持了“碧流河水库及引水工程”初步设计。主要学术著作有《土石坝三维非线性地震应力分析》、《混凝土坝的温度裂缝及其控制措施》、《土石坝应力变形分析》，其中《土石坝三维非线性地震应力分析》是中国在该领域中较早的研究成果之一。

## 社会兼职
曾任中国共产党十三大、十四大代表，中共辽宁省委第六、第七届候补委员。